# Ted (televizijska serija)
Ted je američka televizijska serija iz 2024. koju je stvorio Seth MacFarlane, ovo je ujedno i prednastavak istoimenog filma iz 2012. godine.
U svibnju 2024. serija je obnovljena za drugu sezonu

## Radnja
Godina je 1993. i Tedov trenutak slave je sada gotov, sada živi sa svojim najboljim prijateljem, šesnaestogodišnjim Johnom Bennettom i njegovom obitelji. Ted nema baš pozitivan utjecaj na Johna, ali je odan prijatelj koji mu je uvijek spreman pomoći.

## Pregled serije
Serija, koja se sastoji od sedam epizoda, objavljena je u Sjedinjenim Državama na streaming platformi Peacock TV, počevši od 11. siječnja 2024. U Hrvatskoj serija se prikazuje na streaming platformi SkyShowtime i ima osam epizoda, a prva epizoda podijeljena je na dva dijela, premijerno se prikazuje svaki četvrtak od 22. veljače 2024.
| Sezona | Sezona | Epizode | Prvo prikazivanje  | Prvo prikazivanje  | Prikazivanje u Hrvatskoj | Prikazivanje u Hrvatskoj |
| Sezona | Sezona | Epizode | Premijera          | Finale             | Premijera                | Finale                   |
| ------ | ------ | ------- | ------------------ | ------------------ | ------------------------ | ------------------------ |
|        | 1.     | 10      | 11. siječnja 2024. | 11. siječnja 2024. | 22. veljače 2024.        | 11. travnja 2024.        |

| Br. u seriji | Br. u sezoni | Naslov                              | Hrvatski naslov                        | Redatelj        | Scenarist                  | Prvo prikazivanje  | Prikazivanje u Hrvatskoj           |
| ------------ | ------------ | ----------------------------------- | -------------------------------------- | --------------- | -------------------------- | ------------------ | ---------------------------------- |
| 1.           | 1.           | "Just Say Yes"                      | Samo reci Da 1. dioSamo reci Da 2. dio | Seth MacFarlane | Seth MacFarlane            | 11. siječnja 2024. | 22. veljače 2024. 14. ožujka 2024. |
| 2.           | 2.           | "My Two Dads"                       | Moji dva tate                          | Seth MacFarlane | Paul Corrigan i Brad Walsh | 11. siječnja 2024. | 7. ožujka 2024.                    |
| 3.           | 3.           | "Ejectile Dysfunction"              | Ejektilna diskfunkcija                 | Seth MacFarlane | Dana Gould                 | 11. siječnja 2024. | 14. ožujka 2024.                   |
| 4.           | 4.           | "Subways, Bicycles and Automobiles" | Podzemni vlakovi, bicikli i automobili | Seth MacFarlane | Jon Pollack                | 11. siječnja 2024. | 21. ožujka 2024.                   |
| 5.           | 5.           | "Desperately Seeking Susan"         | U očajničkoj potrazi za Susan          | Seth MacFarlane | Seth MacFarlane            | 11. siječnja 2024. | 28. ožujka 2024.                   |
| 6.           | 6.           | "Loud Night"                        | Bučna noć                              | Seth MacFarlane | Julius Sharpe              | 11. siječnja 2024. | 4. travnja 2024.                   |
| 7.           | 7.           | "He's Gotta Have It"                | Mora to dobiti                         | Seth MacFarlane | Paul Corrigan i Brad Walsh | 11. siječnja 2024. | 11. travnja 2024.                  |

## Produkcija

### Razvoj
U lipnju 2021. objavljeno je da je streaming platforma Peacock TV naručila igranu televizijsku seriju, prednastavak filma Ted iz 2012. godine.
Seth MacFarlane, tvorac dvaju filmova o liku, bit će scenarist, izvršni producent i redatelj serije. Osim MacFarlanea, epizode su napisali Dana Gould, Jon Pollack, Julius Sharpe, Paul Corrigan i Brad Walsh.

### Izbor glumaca
Glumačka ekipa dvaju filmova (Mark Wahlberg, Amanda Seyfried i Mila Kunis) nisu potvrđeni. Jedini koji će ponoviti ulogu je Seth MacFarlane i koji će nastaviti davati glas glavnom junaku Ted.
U travnju 2022. glumačkoj postavi pridružili su se Scott Grimes, Max Burkholder i Giorgia Whigham. U svibnju im se pridružila Alanna Ubach.

### Snimanje
Snimanje je započelo u kolovozu 2022. unutar Universal Studija.
Dana 24. studenoga 2022., Seth MacFarlane objavio je, putem objave na društvenim mrežama, da je snimanje službeno završeno.

## Vanjske poveznice
- Ted u internetskoj bazi filmova IMDb-a